# Аван (Бельгия)
Ава́н — коммуна в Валлонии, расположенная в провинции Льеж, округ Льеж. Принадлежит Французскому языковому сообществу Бельгии. На площади 27,16 км² проживают 8696 человек (плотность населения — 320 чел./км²), из которых 47,99 % — мужчины и 52,01 % — женщины. Средний годовой доход на душу населения в 2003 году составлял 13 517 евро.
Почтовый код: 4340, 4342. Телефонный код: 04.